# Vicki Hall
Victoria Anne Hall, detta Vicki (Indianapolis, 3 ottobre 1969), è un'ex cestista e allenatrice di pallacanestro statunitense, professionista nella ABL e nella WNBA.

## Carriera
Con gli Stati Uniti ha disputato i Campionati americani del 1989 e i Campionati mondiali del 1990.